# Цыбин, Владимир Яковлевич
Владимир Яковлевич Цыбин (28 сентября 1903, Царское Село, Санкт-Петербургская губерния, Российская империя — 27 декабря 1955, Москва, СССР) — советский военный деятель, генерал-лейтенант инженерно-технической службы (07.08.1943).

## Биография
Родился 28 сентября 1903 года в Царском Селе, ныне город Пушкин в составе Пушкинского района города федерального значения Санкт-Петербурга. Русский. 
1 марта 1920 года добровольно поступил на службу в РККА и стал курсантом артиллерийских курсов, окончив которые служил в армии на командных должностях. Член ВКП(б) с 1927 года. После окончания Военно-технической академии РККА им. Ф. Э. Дзержинского проходил службу на различных должностях в Артиллерийском управлении РККА Наркомата обороны СССР. В период Советско-финской войны (1939—1940) обеспечивал артиллерийскими боеприпасами воюющие части РККА. За успешное выполнение этой задачи военинженер 2-го ранга Цыбин был награждён орденом «Знак Почёта».
В начале Великой Отечественной войны бригадный инженер Цыбин был назначен начальником Управления снабжения боеприпасами ГАУ РККА и прослужил на этой должности до конца войны. Работая на этом посту в условиях военного времени, организовал на начальном этапе войны бесперебойную поставку артиллерийских боеприпасов с армейских и заводских складов и арсеналов на фронт. За образцовое выполнение боевых заданий командования по обеспечению действующей армии боеприпасами Цыбин был награждён орденом Красной Звезды.
1 октября 1942 года Цыбину было присвоено звание — генерал-майор инженерно-артиллерийской службы. В самых сложных условиях эвакуации промышленности и артиллерийских баз со сборочными мастерскими Цыбин проявил максимум энергии, не считаясь со временем, в результате чего Красная Армия не имела перебоев в обеспечении артиллерийскими боеприпасами. За проявленную энергию и настойчивость по обеспечению Красной Армии боеприпасами в ответственный период войны Цыбин был награждён орденом Ленина.
Всего за время Великой Отечественной войны советская артиллерия получила 775,6 млн артиллерийских и миномётных выстрелов. Бесперебойное обеспечение Советских Вооружённых Сил боеприпасами было достигнуто благодаря огромной организаторской и творческой деятельности возглавлявшего Управление снабжения боеприпасами ГАУ РККА генерала Цыбина. За успешное выполнение заданий командования по обеспечению артиллерии боеприпасами на протяжении Великой Отечественной и Советско-японской войн генерал-лейтенант инженерно-артиллерийской службы Цыбин был награждён орденами Кутузова I и II степеней.
После окончания войны продолжал служить на прежней должности, затем был назначен заместителем начальника Главного артиллерийского управления Министерства обороны СССР. Скончался 27 декабря 1955 года, похоронен на Даниловском кладбище в Москве.

## Воинские звания
- генерал-майор инженерно-артиллерийской службы (01.10.1942)
- генерал-лейтенант инженерно-артиллерийской службы (07.08.1943)
- генерал-лейтенант инженерно-технической службы (10.06.1951)

## Награды
- два ордена Ленина (18.08.1943[3], 30.04.1945[4][5])
- три ордена Красного Знамени (16.05.1944[6], 03.11.1944[7][5], 15.11.1950[8][5])
- орден Кутузова I степени (17.11.1945)[9]
- орден Кутузова II степени (22.11.1944)[10]
- орден «Знак Почёта» (18.08.1943)[11]
- орден Красной Звезды (03.03.1942)[12]
- медали в том числе:
  - «За оборону Москвы» (1944)[11]
  - «За победу над Германией в Великой Отечественной войне 1941—1945 гг.» (04.07.1945)[13]
  - «За победу над Японией» (1945)[11]